# Johann Adam Becker

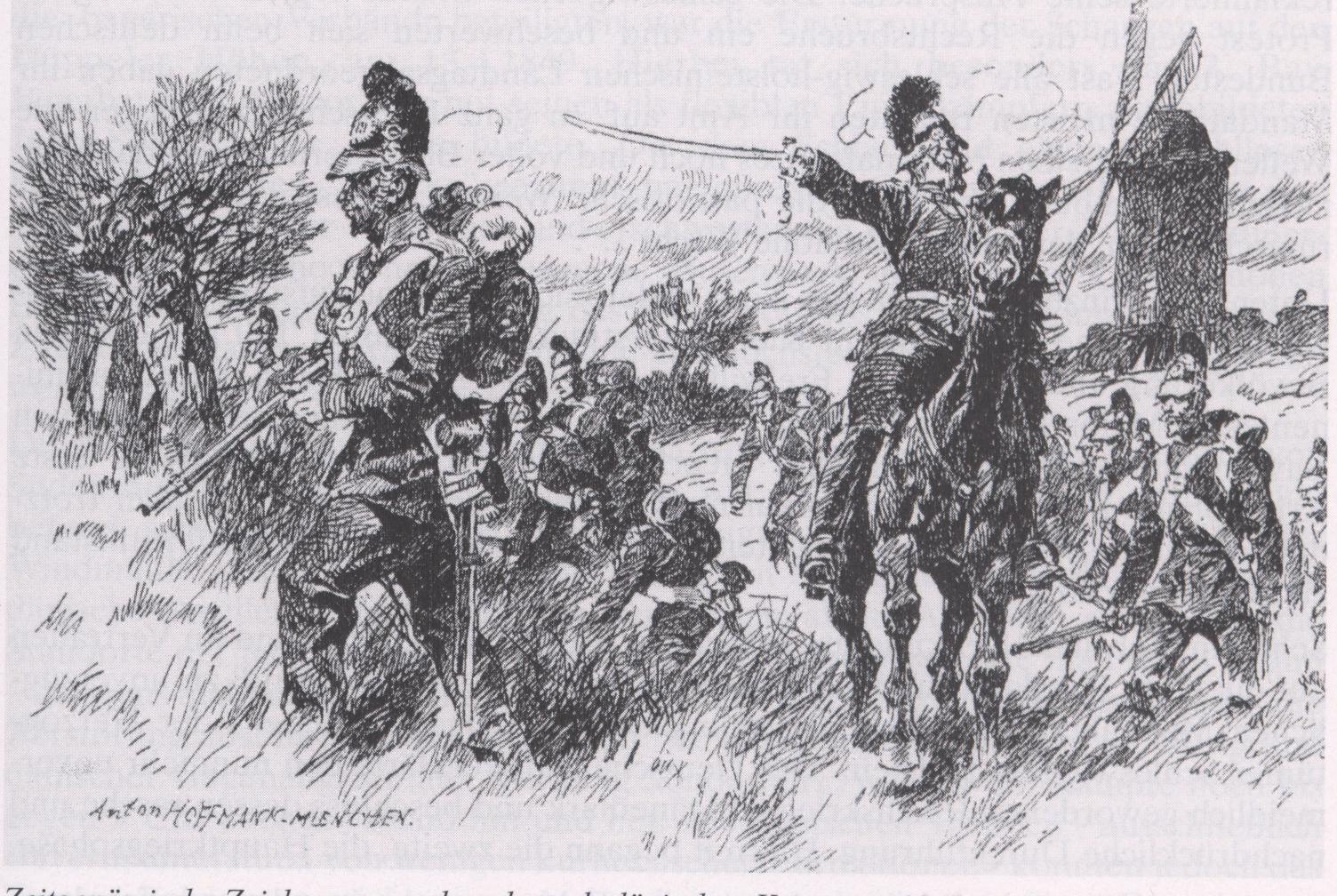
Die Bayern auf den Düppeler Schanzen, am 13. April 1849

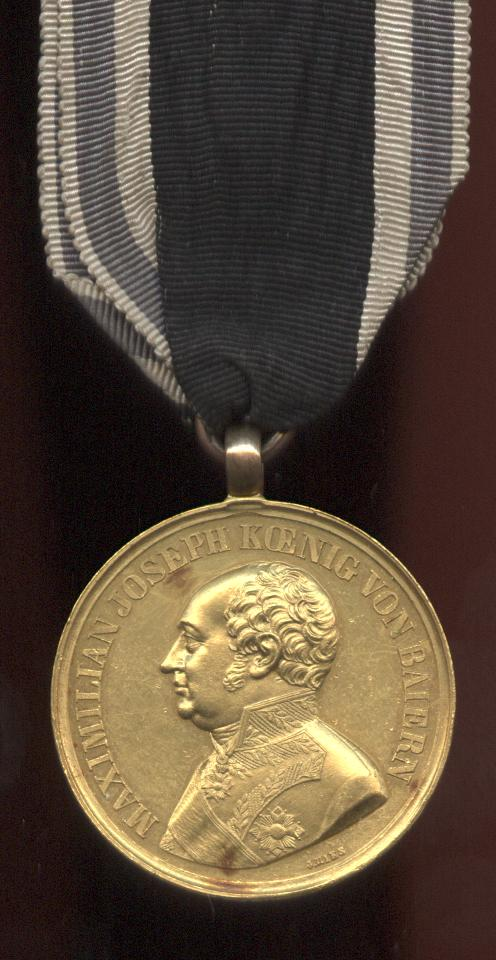
Bayerische Tapferkeitsmedaille, Vorderseite

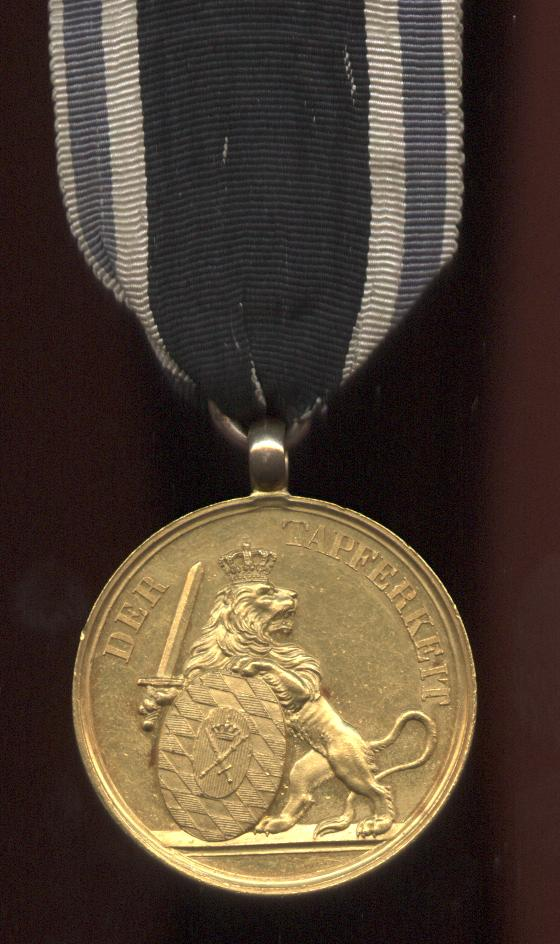
Bayerische Tapferkeitsmedaille, Rückseite

Johann Adam Becker (* 24. Juni 1823 in Grünstadt, Pfalz, Königreich Bayern; † 12. Januar 1871 ebenda) war im Zivilberuf Geodät. Als Soldat im 2. Bayerischen Jägerbataillon hatte er 1849, im Bundesfeldzug gegen Dänemark, für außergewöhnliche persönliche Tapferkeit bei Erstürmung der Düppeler Schanzen, die Bayerischen Tapferkeitsmedaille erhalten; für Nicht-Offiziere der höchste Militärorden des Landes.

## Leben und Kriegseinsatz 1849
Johann Adam Becker stammte aus ärmlichen Verhältnissen und wurde als Sohn der Tagelöhnersleute Philipp Ludwig Becker und Anna Maria geb. Wild in Grünstadt geboren.
Wegen des Versuchs Dänemarks, sich die deutschen Herzogtümer Schleswig und Holstein einzuverleiben bzw. zu teilen, kam es zum Schleswig-Holsteinischen Krieg von 1848–1850, dessen Hauptabschnitt der Bundesfeldzug gegen Dänemark 1849 bildete.
Laut Bundesbeschluss wurde eine Armee unter Führung des preußischen Generalleutnants Karl von Prittwitz aufgestellt u. nach Schleswig-Holstein entsandt. Sie bestand aus 3 Divisionen und einer Reservebrigade, zusammen ca. 35.000 bis 40.000 Mann; darunter auch eine bayerische Brigade. Das bayerische Kontingent, bei dem sich viele Pfälzer – u. a. auch der junge Johann Adam Becker aus Grünstadt – befanden, setzte sich zusammen aus 4 Bataillonen Infanterie, dem 2. Bay. Jägerbataillon, dem 6. Königlich Bayerischen Chevaulegers-Regiment und 16 Geschützen Artillerie mit Mannschaften. Diese Truppen bildeten die Brigade des Generalmajors Christian von Schmaltz, innerhalb der 1. Bundesdivision, welche der bayerischen Generalleutnant Prinz Eduard von Sachsen-Altenburg und dessen Generalstabschef Freiherr Ludwig von der Tann kommandierten. Die bayerische Brigade hatte am 12. März 1849 den Befehl erhalten, sich am 24. in Halle (Saale) einzufinden. Über Harburg an der Elbe u. Altona erreichten die Bayern per Eisenbahn schließlich bis zum 1. April Schleswig, in dessen Umgegend sich die 1. Bundesdivision sammelte.
Von dort stieß man gegen Norden vor u. das erste größere Gefecht, an dem sich die bayerischen Verbände beteiligten, war die Erstürmung der Schanzen auf den Düppeler Höhen, am 13. April 1849. Hierbei tat sich besonders das 2. Bayerische Jägerbataillon hervor, das mit seinen, als flexiblen Einzelkämpfern ausgebildeten Jäger-Soldaten, die Spitze bildete. Die dem Schlachtfeld eigenen, zahllosen Feldumfriedungen, „Knicks“ genannt, beeinflussten Gangbarkeit, Übersicht u. Waffenwirkung sehr wesentlich und erschwerten die Führung der Truppen außerordentlich. Das heckenartig gezogene Buschwerk auf den ca. 1,50 m hohen Erdwällen (Knicks) war zur Erleichterung des Weidebetriebs zu fast undurchdringlichen Zäunen verwachsen. Auf der zentralen u. höchsten Stelle der Befestigung, stand weithin sichtbar, als Landmarke, eine Windmühle. Die Bayern traten um 01.45 Uhr nachts den Angriff auf die Düppeler Schanzen von Süden her an. Gegen 06.00 Uhr morgens war die Schlüsselstellung erobert und befand sich in deutscher Hand. Die Brigade sammelte sich nördlich der Windmühle, welche bei einsetzender Helligkeit eine gute Zielmarkierung für die dänische Artillerie abgab. Aufgrund dänischer Gegenangriffe aus Richtung Sonderburg, wogten die Kämpfe noch bis gegen 9 Uhr abends Abend hin und her. Die deutschen Truppen – hauptsächlich Bayern, unterstützt von wenigen kurhessischen Formationen – konnten jedoch das Terrain behaupten und errangen den feldzugsentscheidenden Sieg. Die eigenen Verluste lagen bei 3 toten Offizieren und 50 toten Mannschaften; 10 Offiziere und 150 Mann erlitten Verwundungen.
Bei diesem, oftmals als „Ehrentag der bayerischen Armee“ bezeichneten Sturm auf die Düppeler Schanzen zeichnete sich der Jäger Johann Adam Becker aus Grünstadt, als Angehöriger des 2. Bayerischen Jägerbataillons derart aus, dass er die Bayerische Tapferkeitsmedaille in Silber verliehen bekam – den höchsten Tapferkeitsorden des Landes; verbunden mit einem Ehrensold.

Das 1898 publizierte, 3-bändige Werk Der bayerische Soldat im Felde widmet dem Grünstadter und einem weiteren dekorierten Kameraden, ein eigenes Kapitel mit dem Titel: Brave Düppel-Stürmer. Der zeitgenössische Bericht konstatiert:

„Becker bewies mutvolle Entschlossenheit und unermüdliche Ausdauer, indem er bei jedem Angriff in geöffneter Ordnung vorwärts eilte und den Drang sich hervorzuthun deutlich erkennen ließ. Bei der anfänglichen Dunkelheit ermunterte er seine Kameraden, sich durch die verschiedenen Annäherungshindernisse nicht zu lange aufhalten zu lassen. Als das Bataillon sich auf höheren Befehl zurückzog und noch im Bereiche des feindlichen Feuers Stellung genommen hatte, damit die gänzlich ermüdete Mannschaft etwas ausruhen konnte, rief der Bataillonskommandant Freiwillige vor die Front, um zurückgebliebene Verwundete aufsuchen und in Sicherheit bringen zu lassen. Wieder trat Becker trotz seiner Erschöpfung augenblicklich vor, welchem Beispiele dann noch andere folgten, so daß mehrere Verletzte des 4. u. 8. Infanterie-Regiments zurückgeschafft werden konnten. “

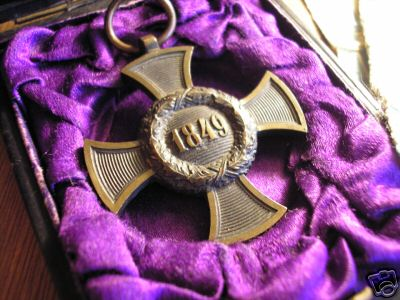
Bayern, Armee-Denkzeichen für den Bundesfeldzug 1849

Nach den siegreichen Kämpfen von Düppel setzten die deutschen Truppen den Vormarsch mit kleineren Gefechten nordwärts fort. Am 15. Juli schlossen Dänemark u. der Deutsche Bund, auf Druck Englands einen Waffenstillstand zu Berlin; die Bayern und anderen nicht-preußischen Bundestruppen kehrten in ihre Heimat zurück.
König Maximilian II. von Bayern stiftete für alle bayerischen Feldzugsteilnehmer ein Erinnerungskreuz (Armee-Denkzeichen), welches auch Becker erhielt; im Armeebefehl vom 9. Oktober 1849 sprach der Monarch allen bayerischen Feldzugsteilnehmern seine Anerkennung und seinen Dank aus.
Im Bundesfeldzug gegen Dänemark kam es lediglich zu 18 Verleihungen der Bayerischen Tapferkeitsmedaille (5 goldene, 13 silberne), Johann Adam Becker trug eine davon.
Der Krieg um Schleswig-Holstein flammte zwar 1850 noch einmal auf, doch waren an diesen Kämpfen keine bayerischen Einheiten mehr beteiligt.

## Zivilleben nach dem Kriegseinsatz
Laut Vermerk im Heiratsakt des Standesamtes hatte Johann Adam Becker mit Datum vom 11. Juni 1850 seinen Abschied aus der bayerischen Armee genommen und heiratete am 26. desselben Monats in Grünstadt seine Braut Johannetta Althöhn von Kerzenheim. Aus der Verbindung gingen 7 Kinder hervor. In seinen Heiratsunterlagen und den Geburtsurkunden der ersten beiden Kinder heißt es, Becker sei ein Tagelöhner. Aber schon bei der Geburt der Tochter Elise, 1856, wurde der Kriegsveteran als „Gehilfe des Bezirksgeometers“ bezeichnet; ein sozialer Aufstieg, den er sicherlich nicht zuletzt dem enormen Renommee seines hohen Tapferkeitsordens verdankte. Johann Adam Becker starb mit nur 47 Jahren am 12. Januar 1871. Zu dieser Zeit hatte er sich offensichtlich als Vermesser selbständig gemacht, denn die Sterbeurkunde nennt ihn einen „Privatgeometer“. Seine Witwe überlebte ihn um 25 Jahre; sie verstarb am 29. Dezember 1896 in Grünstadt.